# 共産主義者同盟 (統一委員会)
共産主義者同盟 (統一委員会)（きょうさんしゅぎしゃどうめい・とういついいんかい）は、2004年に結成されたブント系の日本の新左翼党派の一つ。戦旗西田派と全国委員会が同流して結成された。

## 概要

### 結成までの経緯
1991年頃より、共産主義者同盟戦旗派（戦旗西田派）と共産主義者同盟 (全国委員会)（旧 烽火派）は「国際連帯」の名の下に提携を結んできた。
戦旗西田派は、三里塚闘争や反皇室闘争に代表される過激な闘争が災いして、構成員の減少や活動家の高齢化を招いていた。烽火派と提携することで「労働運動」「国際連帯」という新しい運動に取り組み、組織の弱体化に歯止めをかける狙いがあった。一方、烽火派も「全国委員会」を標榜していながら、実際には関西地方に活動範囲が限定されていた。戦旗西田派と提携することで全国展開が可能になる狙いがあった。これら両者の弱点を相互補完できるという思惑があった。そして1996年のアジア共同行動・日本連絡会議結成を機に、統合の気運が強まっていった。
両党派機関紙は2003年と2004年の新年号で両党派の「共同アピール」を掲載した後、2004年4月に結党大会を開き「共産主義者同盟 (統一委員会)」発足させた。

### 組織・活動
東京の戦旗西田派事務所を党本部とし、大阪の烽火派事務所を関西支社とした。機関紙は戦旗西田派の「戦旗」を継承した。また党規約も戦旗派のものを踏襲している。一方、活動については、烽火派が掲げてきた「労働運動」「国際連帯」を主要テーマとすることが定められた。

## 機関紙
機関紙は「戦旗」。月2回発行。また、機関誌「共産主義」も発行している。